# Greatest Remix Hits 4
A Greatest Remix Hits 4 Kylie Minogue ausztrál énekesnő remixalbuma. Ausztráliában 1998. augusztus 31.-én jelent meg.

## Számlista
| 1. | What Do I Have to Do (Movers and Shakers 12" Mix)                          | 8:49 |
| 2. | The Loco-Motion (Girl Meets Boy Mix)                                       | 3:15 |
| 3. | Made in Heaven (Heaven Scent 12" Mix)                                      | 5:46 |
| 4. | Wouldn’t Change a Thing (Espagna Mix)                                      | 5:51 |
| 5. | Better the Devil You Know (Alternative 7" Mix)                             | 3:20 |
| 6. | Things Can Only Get Better (Original 12" Mix)                              | 7:12 |
| 7. | The Loco-Motion (Kohaku Mix)                                               | 5:59 |
| 8. | Let’s Get to It (Tony King 12" Mix)                                        | 6:00 |
| 9. | What Kind of Fool (Heard All That Before) (Pete Waterman’s 12" Master Mix) | 6:50 |

| 1. | I Should Be So Lucky (Extended Mix)                                  | 6:08 |
| 2. | The Loco-Motion (7" version)                                         | 3:07 |
| 3. | Hand on Your Heart (Smokin’ Remix)                                   | 5:34 |
| 4. | I Am the One for You                                                 | 3:12 |
| 5. | Step Back in Time (Tony King Remix)                                  | 7:30 |
| 6. | Too Much of a Good Thing (Original 12" Mix)                          | 5:51 |
| 7. | If You Were with Me Now (Orchestral version, feat. Keith Washington) | 3:12 |
| 8. | Finer Feelings (Brothers in Rhythm Ambient reprise)                  | 3:58 |
| 9. | Celebration (AKA Good Times Mix)                                     | 8:06 |

## Külső hivatkozások
- Kylie Minogue hivatalos honlapja (angol nyelven)